# Kaputy
Kaputy – wieś w Polsce położona w województwie mazowieckim, w powiecie warszawskim zachodnim, w gminie Ożarów Mazowiecki.
W latach 1975–1998 miejscowość administracyjnie należała do województwa warszawskiego.
Według stanu z 2021 roku sołectwo Kaputy-Kręczki liczyło 2031 mieszkańców. 
W 1824 wieloletnia przełożona sióstr szarytek s. Zofia Kołakowska oraz rektor Szpitala Dzieciątka Jezus ks. Stanisław Grzankowski finansują zakup folwarku w Kaputach na działalność Szpitala Dzieciątka Jezus w Warszawie. Folwark ten w 1921 zostaje upaństwowiony na rzecz miasta Warszawy.